# Partisan
Partisan is een Australische film uit 2015 onder regie van Ariel Kleiman. De film ging in première op 25 januari op het Sundance Film Festival in de World Cinema Dramatic Competition.

## Verhaal
De charismatische Gregori leert in de kraamafdeling van een kliniek de pas bevallen Susanna kennen. Elf jaar later woont ze samen met haar zoon Alexander in Gregori’s gesloten gemeenschap, een schuilhuis voor kwetsbare vrouwen en hun kroost, geïsoleerd van de buitenwereld. Alexander is Gregori’s lieveling en zijn beste leerling. De jongeren voeren gevaarlijke opdrachten uit om de groep te voorzien van de nodige levensvoorraden. Gregori voelt zich bedreigd door de nieuwsgierigheid van de jongen maar heeft ook angst de liefde van de jongen te verliezen. Alexander begint ondertussen meer en meer zelfstandiger te worden.

## Rolverdeling
| Acteur           | Personage |
| ---------------- | --------- |
| Vincent Cassel   | Gregori   |
| Jeremy Chabriel  | Alexander |
| Florence Mezzara | Susanna   |

## Prijzen & nominaties
| jaar | prijs                  | categorie                                                   | genomineerde(n)   | uitslag  |
| ---- | ---------------------- | ----------------------------------------------------------- | ----------------- | -------- |
| 2015 | Sundance Film Festival | World Cinema Dramatic Special Jury Award for Cinematography | Germain McMicking | Gewonnen |